# Ігл-Лейк (Флорида)
Ігл-Лейк (англ. Eagle Lake) — місто (англ. city) в США, в окрузі Полк штату Флорида. Населення — 3008 осіб (2020).

## Географія
Ігл-Лейк розташований за координатами 27°58′33″ пн. ш. 81°45′25″ зх. д. / 27.97583° пн. ш. 81.75694° зх. д. (27.975707, -81.756877).  За даними Бюро перепису населення США в 2010 році місто мало площу 9,36 км², з яких 4,91 км² — суходіл та 4,45 км² — водойми.

## Демографія
Згідно з переписом 2010 року, у місті мешкало 2255 осіб у 779 домогосподарствах у складі 582 родин. Густота населення становила 241 особа/км².  Було 908 помешкань (97/км²).
Расовий склад населення:
| - 80,4 % — білих - 7,2 % — чорних або афроамериканців - 2,2 % — азіатів - 0,4 % — корінних американців - 6,7 % — осіб інших рас |

До двох чи більше рас належало 3,0 %. Частка іспаномовних становила 16,1 % від усіх жителів.
За віковим діапазоном населення розподілялося таким чином: 27,3 % — особи молодші 18 років, 61,3 % — особи у віці 18—64 років, 11,4 % — особи у віці 65 років та старші. Медіана віку мешканця становила 34,2 року. На 100 осіб жіночої статі у місті припадало 93,2 чоловіків;  на 100 жінок у віці від 18 років та старших — 90,6 чоловіків також старших 18 років.
Середній дохід на одне домашнє господарство  становив 50 970 доларів США (медіана — 45 750), а середній дохід на одну сім'ю — 55 606 доларів (медіана — 52 000). Медіана доходів становила 41 823 долари для чоловіків та 30 313 долари для жінок. За межею бідності перебувало 14,8 % осіб, у тому числі 20,0 % дітей у віці до 18 років та 17,6 % осіб у віці 65 років та старших.
Цивільне працевлаштоване населення становило 1062 особи. Основні галузі зайнятості: роздрібна торгівля — 22,2 %, освіта, охорона здоров'я та соціальна допомога — 19,1 %, науковці, спеціалісти, менеджери — 11,2 %, мистецтво, розваги та відпочинок — 7,9 %.